# Leo Selvaggio
Leo Selvaggio (Clifton- Nova Jersey 6 de novembre de 1984), és un artista interdisciplinari interessat en examinar la relació entre identitat i tecnologia i explorar el que succeeix quan la metodologia de codi obert s'aplica a la identitat. Es considera un investigador creatiu i centra la seva recerca en la idea que la tecnologia és la prova de foc del que som i la utilitza per a extrapolar cap a on anem.
L'obra artística de Selvaggio es nodreix d'un ampli ventall de tècniques i conceptes com la instal·lació interdisciplinària, conceptual i interactiva, els nous mitjans, la política i el compromís públic, l'escultura, el programari, la pràctica social i la tecnologia.

## Biografia
Leo Selvaggio va néixer a Nova Jersey on es va llicenciar en Belles Arts a la Universitat Rutgers l'any 2007, formant part dels membres del programa de formació residencial de la Universitat com a artista de la comunitat fins al 2008. Posteriorment es va traslladar a Chicago per continuar els seus estudis de postgrau amb un màster en Arts Interdisciplinàries al Columbia College Chicago. Des de llavors, Selvaggio viu i treballa a la ciutat de Chicago, principal punt d'actuació de la seva tasca professional i de recerca, encara que ha exposat la seva obra tant a nivell local i nacional com internacional (Estats Units, Canadà, França i Suïssa).

## Obra
El treball actual de recerca de Leo Selvaggio gira al voltant de la invasió de la privacitat de l'individu que es veu sotmès al control d'un estat de vigilància creixent tant en espais públics com privats. La videovigilància compta amb un sistema de reconeixement facial capaç de transformar la identitat en dades vulnerables i sensibles de ser manipulades en una societat cada vegada més interconnectada.
A finals del segle xviii, el filòsof utilitarista Jeremy Bentham inventava el panòptic, un sistema de vigilància carcerària (torre), amb l'objectiu de poder vigilar des d'un punt central estratègic i privilegiat als presoners. Posteriorment, el filòsof Michel Foucault criticaria aquesta pràctica perquè observava els canvis provocats de les relacions de poder entre l'Estat i la població i les noves jerarquies que s'hi establien.
A la ciutat de Chicago hi ha instal·lades més de 25.000 càmeres de vigilància connectades en xarxa en un únic centre amb el sistema d'identificació biomètrica. L'any 2014 es va produir la primera detenció d'una persona mitjançant aquest sistema. D’altra banda, la tecnologia del reconeixement facial continua creixent i es desenvolupen noves aplicacions com, per exemple, la d'etiquetat automàtic de les imatges introduït per Facebook l'any 2011, la qual s'ha anat millorant però encara continua donant errors.
La recerca per a establir sistemes d'identificació es remunta com a mínim al segle xiv, quan l'explorador i escriptor portuguès João de Barros va testimoniar en els seus escrits l'ús de mètodes biomètrics a la Xina basats en l'empremta digital. Mentrestant, a occident es confiaria en la memòria fotogràfica (Eidètica) com a únic mètode d'identificació fins a finals del segle xix quan, el cap del departament fotogràfic de la Policia de París, Alphonse Bertillon, va desenvolupar l'sistema antropomètric, l'any 1883. Fou el primer sistema usat científicament a partir del recull de mesures i dades recognoscibles i va convertir la biometria en un camp d'estudi. El sistema es va estendre fins que van aparèixer els primers defectes de base quant als diferents procediments i canvis de mesures, encara que es continuaren desenvolupant estudis biomètrics sobre mesures físiques i de comportament amb la finalitat d'establir dades d'identificació i sistemes de seguretat, emprats actualment, com ara la creació d'algoritmes per al reconeixement de l'iris.
L'ús intensiu i extensiu de les tecnologies de la informació i de la comunicació han propiciat radicals transformacions econòmiques i socials, la proliferació de nous serveis i noves formes d'aprehendre la realitat. Tot plegat ha suposat el canvi de la societat industrial a la societat de la informació. La generació de dades personals a través de moviments digitals és constant i creixent i cada cop és més fàcil emmagatzemar-les i processar-les. Alhora, aquestes dades detecten patrons de comportament en qualsevol àmbit d'estudi. Les activitats de les persones han passat a ser fitxers reproduïbles i analitzables. Gemma Galdón, professora de seguretat, tecnologia i societat de la Universitat de Barcelona, també apunta que el fet de poder codificar la informació ofereix més possibilitats d'analitzar les dades que mitjançant l'anàlisi comparatiu tradicional. Galdón creu que encara és d'hora per saber si l'anàlisi d'aquestes dades pot aportar nova intel·ligència sobre les nostres societats o noves formes d'entendre-la i de preveure els seus problemes o solucionar-los d'una manera més eficient.
D’altra banda, segons Manel Castells, sociòleg i autor de referència en l'estudi de la societat de la informació, la digitalització global de les dades permet l'espionatge permanent dels ciutadans per part dels dos pilars institucionals de la nostra societat: L'Estat i el Capital. L'un amb arguments de protecció i l'altre de prosperitat. Castells apunta: “Els dos processos, la vigilància electrònica massiva i la venda de dades personals com a model de negoci, s'han ampliat exponencialment en l'última dècada per efecte de la paranoia de la seguretat, la recerca de formes per fer Internet rendible i el desenvolupament tecnològic de la comunicació digital i el tractament de dades”. Castells relaciona l'evolució econòmica i les transformacions polítiques, socials i culturals en el marc d'una teoria integral de la informació. Per a Eben Moglen, professor de dret i història legal, “el programari propietari no és un material de construcció segur perquè no es pot inspeccionar”.
Aquest nou panorama provoca la reacció crítica, reflexiva i creativa d'autors i artistes de gairebé qualsevol disciplina. En el món de l'art, hi ha obres antigues i recents que aborden el tema de l'era digital en general i també de l'Estat de poder i la vigilància en particular.
“Després de la novel·la, i posteriorment la narrativa cinematogràfica com a forma clau d'expressió cultural de l'era moderna, l'era digital introdueix el seu correlat: les bases de dades. És natural, per tant, que vulguem desenvolupar una poètica, una estètica i una ètica de les dades”. Amb aquesta frase de Lev Manovich, professor d'arts visuals i investigador, es presentava Big Bang Data, una exposició basada en l'exploració de l'emergència de la base de dades com a marc de pensament cultural i polític i els efectes de la codificació global de dades.
Selvaggio, per la seva banda, està fascinat pel discurs post-humà aplicat a la identitat i el desenvolupament del codi obert i explora les possibles relacions que se'n deriven. En el vídeo documental creat per Selvaggio i Dennis Michael Burke titulat Prosthesis: The Human Condition (2012), es reflexiona sobre els neguits que envolten aquest discurs post-humà, que avança de la mà de la tecnologia, la relació amb la qual és tan antiga com la pròpia existència humana. Per a la filòsofa Rosi Braidotti, autora del llibre The Posthuman, “Allò post-humà prolifera i se superposa en el context de les societats globalitzades i tecnològicament dirigides”.
L'obra de Selvaggio gira al voltant d'aquest context. El projecte actual i des del qual Selvaggio ha desenvolupat un seguit d'obres que pertanyen a l'evolució de la seva recerca és “URME”, provinent de You Are Me, on Selvaggio cedeix la seva identitat com a material d'ús alternatiu de protecció de les dades personals del públic davant la vigilància. A través d'una pròtesi facial de Selvaggio l'usuari pot suplantar la seva identitat per la de l'artista. Els sistemes de reconeixement facial detecten a Leo Selvaggio davant la pròtesi i atribueixen les accions realitzades com a pròpies, fet que implica a Selvaggio a assumir-ne el risc i la responsabilitat i permet a l'espectador reflexionar sobre la mal·leabilitat de la pròpia identitat així com la de la identitat aliena.
En la majoria d'obres anteriors es pot apreciar l'interès de Selvaggio per fer visible aquest conflicte entre identitat i tecnologia però la idea de desenvolupar la seva pròpia identitat com una tecnologia de defensa envers les tecnologies de reconeixement facial pren forma a partir de l'obra “IMU:Google street portrait”, creada el 2013, en la qual Selvaggio va tenir l'oportunitat de treballar en una projecció formada per un conjunt de càmeres instal·lades en un tram específic de la via pública. Per a dur a terme la seva recerca va utilitzar l'eina de “Google Walk” i es va sorprendre de les imatges que aquesta aplicació generava a partir de la tecnologia de mapatge i de reconeixement facial dels vianants, posant en dubte l'eficàcia de l'algoritme i l'objectiu d'aquest tipus de vigilància. En aquesta obra, doncs, Selvaggio comença a inserir la seva identitat en els retrats borrosos generats.
En les seves obres, Selvaggio mostra la possibilitat de manipulació de la identitat quan aquesta es tradueix en dades construïdes a través d'algoritmes, els quals poden arribar a ser alterats i controlats. Aquest fet posa en evidència la ineficàcia del sistema de reconeixement facial per contra de la solvència que se li atorga com a tecnologia infal·lible i, alhora, qüestiona la finalitat de seguretat ciutadana del sistema de vigilància. Amb el projecte URME Selvaggio aconsegueix no només protegir la identitat del públic sinó confondre els grans sistemes de vigilància a través de la desinformació creada amb la presència de la seva pròpia identitat en diverses àrees públiques de manera simultània. Selvaggio objecta l'habilitat dels sistemes de reconeixement facial a l'hora de determinar una identitat amb precisió a partir de la documentació creada per les càmeres. Aquesta subversió pren una especial importància quan es redueix o s'elimina el factor humà en la pràctica tradicional de vigilància i es substitueix per sistemes automatitzats pressuposant una major eficàcia. Selvaggio interpreta el seu projecte URME com una intervenció rebel que protegeix al públic dels sistemes de vigilància de reconeixement facial en diverses variants. La primera proposta, Identity Prosthetic, convida al públic a adoptar la identitat de Selvaggio posant-se una pròtesi facial de l'artista feta amb l'última tecnologia d'impressió 3D, que permet representar el seu rostre de manera hiperrealista, amb el mateix to de pell, textura i cabells. Una alternativa a la màscara protètica seria 3D PaperCraft, una màscara poligonal 3D que es pot descarregar de manera gratuïta. La següent proposta, Paper Mask, camina en la mateixa direcció i ofereix una alternativa més assequible de la pròtesi facial inicial. Es tracta d'una màscara de cartró que continua aportant la mateixa protecció envers la vigilància i es pot imprimir de manera gratuïta o comprar a preu de cost.
Amb URME Polygons Selvaggio segueix creant conflicte entre la identitat i l'ús del codi obert al piratejar les identitats d'algunes figures històriques i acoblar el seu rostre en un model 3D i introduir les dades de la seva identitat, informació que amenaça l'estabilitat dels arxius històrics tradicionals. En la mateixa línia es troba Youarememonument Arxivat 2016-03-15 a Wayback Machine., un extensor d'identitat temporal de realitat augmentada on Selvaggio aconsegueix estendre la seva identitat entre monuments i escultures públiques arribant a bescanviar-ne el contingut a viquipèdia i apropiant-se de la identitat de l'altre.
D’altra banda, Selvaggio planteja altres variants com ara Facial Video Encryptor (vídeo facial encriptat), un programa per a Mac OS en fase inicial, que tindrà un arxiu de vídeo on es podrà crear una nova versió i substituir el rostre de l'usuari pel de Selvaggio, mantenint intacte el fitxer original. Amb aquesta aplicació es podria protegir la identitat facial de l'usuari a la xarxa davant la webcam activada de qualsevol dispositiu Mac.
A URME Hack Me Kit Selvaggio continua avançant en la seva investigació per traduir la seva identitat en un material mal·leable perquè el públic pugui utilitzar-lo i enfrontar-se a la poderosa tecnologia de la vigilància. Es tracta d'un tríptic que recull les dades de Selvaggio referents a: les mostres d'ADN (sang i cabells), les seves dades personals, les contrasenyes dels seus comptes de les xarxes socials i informació del projecte URME Surveillance.
Una altra extensió del seu treball és URME Mirror, on Selvaggio pretén estendre i multiplicar la seva identitat virtual a través d'una instal·lació interactiva; I URME Two Way Mirror, una instal·lació interactiva que intercanvia la identitat de Selvaggio amb la de l'espectador.
Altres artistes contemporanis també s'atreveixen a escometre aquest tema i miren de crear sistemes alternatius de camuflatge com a protecció davant del control de la videovigilància. Adam Harvey, per exemple, ha desenvolupat projectes com Computer Vision Dazzle on mostra com confondre els algoritmes de reconeixement facial a partir de certes formes de maquillatge i pentinat o bé Stealth Wear Arxivat 2016-04-12 a Wayback Machine., basat en indumentària el teixit de la qual no és detectat per les càmeres infraroges.
El tema de la vigilància, però, fa dècades que és abordat per diversos artistes. Aprofitant el desenvolupament de la videoinstal·lació amb circuits tancats de televisió (CCTV, Closed Circuit Television), molts artistes van poder experimentar una nova manera d'expressió creativa i una major interacció amb l'espectador, qui passava a formar part de l'obra. Un exemple força representatiu sobre el tractament de la vigilància en el camp del videoart es troba en l'obra de Paul Garrin, Border Patrol, inspirada en els videojocs tipus Quake, a partir d'una interfície desenvolupada per David Rokeby. Aquesta videoinstal·lació constava d'una sala amb un mur que contenia monitors i una filera de càmeres, cercades amb filferro, connectades a un sistema de seguiment. L'espectador, només entrar, era detectat immediatament i localitzat de manera permanent per les diverses càmeres, moment en què apareixien cursors de disparament a les pantalles i es produïa la simulació d'un tret. La suggestió de l'espectador era evident i li era impossible escapar de la pressió provocada pel poder del control sota el qual quedava sotmès.

## Projectes
URME (YOU ARE ME):
- URME Hack Me Kit, 2015
- URME Surveillance, 2013
- URME Prosthetic, 2013
- URME Paper Mask, 2013
- URME Hacktivist Kit
- URME Facial Video Encryptor
- URME 3D Papercraft
- URME Flash Mob
- URME Polygons, 2014
- EyeSight Surveillance Window, 2013
- YouAreMeMonument, 2013
- URME 2 Way Mirror, 2013
- U_R_MY_ART, 2013
- URME Mirror, 2012
- "LAA": an interactive sound and video installation, 2012
- Human Sreen, 2014
- Warped Wood, 2012
- Size me up pushup, Media Performance, 2011
- RestRoom Interventions, 2012
- IMU : Google Street Portrait, 2013
- Video Ken, 2013
- Study of a body in digital space, time, and light, 2013
- Prosthesis: The Human Condition (documentary), 2012
- As I lay me down (hotel room floor), 2012
- WareAbles, 2010
- Sculptures, 2007-2010
- Photos: T-Silhouette, 2009 / Colloseum Night Club, 2006
- Idol Amor (Undergraduate Thesis)

## Guardons i reconeixements
- Beca Albert P. Weisman pel seu treball “URME Surveillance” el 2014.
- Subvenció professional DCASE IAP pel suport a la investigació.
- Artista destacat com a part del Chicago Artist Month el 2015.
- Obra seleccionada per a l'Art Souterrain Festival a Mont-real.
- Conferència ISEA a Vancouver.
- Biennal Sant-Etienne Design a França.
- Adaptació de “URME Surveillance” per a la televisió en un episodi de CSI: Cyber titulat Selfie 2.0.

## Títols acadèmics
- Llicenciat en Belles Arts (BFA) a la Universitat Rutgers.
- Màster en Arts interdisciplinàries (MFA) a la Universitat de Colúmbia.